# Suore di Sant'Anna di Lachine
Le suore di Sant'Anna di Lachine (in francese Sœurs de Sainte-Anne de Lachine) sono un istituto religioso femminile di diritto pontificio: i membri di questa congregazione pospongono al loro nome la sigla S.S.A.

## Storia
Le origini della congregazione risalgono al 1848 quando Paul-Loup Archambault (1787-1858), parroco di Vaudreuil, organizzò una comunità di giovani donne preparandole alla vita religiosa con l'intento di inviarle a dirigere le scuole miste nelle zone rurali del Québec: Ignace Bourget, vescovo di Montréal, benché disapprovasse le scuole miste, concesse alla fraternità di aprire un noviziato e l'8 settembre 1850 ricevette i voti del primo gruppo di postulanti.
La prima guida della congregazione, detta delle suore di Sant'Anna, fu Marie-Anne Sureau Blondin (1809-1890), già novizia delle Suore della Congregazione di Nostra Signora e direttrice della scuola di Vaudreuil, considerata la fondatrice dell'istituto.
La congregazione ricevette il pontificio decreto di lode il 14 marzo 1863 e venne approvata definitivamente dalla Santa Sede il 2 maggio 1884; le sue costituzioni vennero approvate il 6 gennaio 1903.
La fondatrice è stata beatificata da papa Giovanni Paolo II il 29 aprile 2001.

## Attività e diffusione
le suore di Sant'Anna si dedicano prevalentemente all'istruzione e all'educazione cristiana della gioventù, ma anche a opere di assistenza sociale e sanitaria.
Oltre che in Canada, sono presenti in Camerun, Cile, Repubblica Democratica del Congo, Haiti e Stati Uniti d'America: la sede generalizia, dal 1864, è a Lachine, presso Montréal.
Al 31 dicembre 2005 l'istituto contava 692 religiose in 77 case.